# Vuk Grgurević Branković
Vuk Grgurević Branković serb. Вук Гргуревић Бранковић (ur. ok. 1440, zm. 16 kwietnia 1485) – despota serbski na Węgrzech latach 1465-1485. 
Był wnukiem Jerzego I Brankovicza. Po utracie niepodległości przez Serbię w 1459 przebywał w służbie tureckiej. W 1465 udał się na emigrację do Macieja Korwina, gdzie przebywało wielu serbskich uchodźców. Uczestniczył w wojnach Węgrów przeciwko Polsce, Czechom, Austriakom i Turkom. W 1471 uzyskał tytuł despoty i duże posiadłości na terytorium dzisiejszej Wojwodiny, które wcześniej wchodziło w skład despotatu serbskiego za panowania Jerzego I Brankovicza. Był uczestnikiem bitwy na Chlebowym Polu. Jego następcą został Jerzy II Branković. 